# ایندنولول
ایندنولول (انگلیسی: Indenolol) یک مسدودکننده بتا آدرنرژیک برای درمان فشار خون بالا (فشار خون بالا) است. این دارو در دهه ۱۹۸۰ مورد بررسی قرار گرفت، اما از سال ۲۰۲۱ مشخص نیست که به بازار عرضه شده‌است یا خیر.